# Aéroport d'Arviat
L'aéroport d’Arviat est un aéroport situé au Nunavut, au Canada. Il est desservi par la compagnie Calm Air.

## Compagnies et destinations
| Compagnies | Destinations |
| ---------- | ------------ |
| Calm Air   | Rankin Inlet |

Édité le 16/05/2025